# Liste der Baudenkmäler in Zusamaltheim
Auf dieser Seite sind die Baudenkmäler in der schwäbischen Gemeinde Zusamaltheim zusammengestellt. Diese Tabelle ist eine Teilliste der Liste der Baudenkmäler in Bayern. Grundlage ist die Bayerische Denkmalliste, die auf Basis des Bayerischen Denkmalschutzgesetzes vom 1. Oktober 1973 erstmals erstellt wurde und seither durch das Bayerische Landesamt für Denkmalpflege geführt wird. Die folgenden Angaben ersetzen nicht die rechtsverbindliche Auskunft der Denkmalschutzbehörde.

## Baudenkmäler nach Ortsteilen

### Zusamaltheim
| Lage                               | Objekt                             | Beschreibung | Akten-Nr.     | Bild                        |
| ---------------------------------- | ---------------------------------- | --- | ------------- | --------------------------- |
| Alte Wertinger Straße 2 (Standort) | Wohnhaus                           | eingeschossiger Satteldachbau mit Zwerchhaus und Giebelprofilen, 1. Hälfte 19. Jahrhundert. | D-7-73-188-2  | Wohnhaus                    |
| Alte Wertinger Straße 6 (Standort) | Wohnhaus                           | zweigeschossiger Giebelbau mit Mansardgiebeldach, um 1800. | D-7-73-188-3  | Wohnhaus                    |
| Friedhofstraße 10 (Standort)       | Ehemaliges Benefiziatenhaus        | zweigeschossiger, giebelständiger Satteldachbau, um 1735/40. | D-7-73-188-4  | Ehemaliges Benefiziatenhaus |
| Hofstraße 2 (Standort)             | Ehemaliges Amtshaus                | winkelförmiger, zweigeschossiger Bau mit Satteldächern, Straßengiebel mit gedrehtem Firstknauf, im Kern 1. Hälfte 17. Jahrhundert und 18. Jahrhundert. | D-7-73-188-5  | Ehemaliges Amtshaus         |
| Kapellenstraße 2 a (Standort)      | Lourdeskapelle                     | neugotischer Rohziegelbau, Ende 19. Jahrhundert | D-7-73-188-6  | Lourdeskapelle              |
| Obere Dorfstraße 1 (Standort)      | Wohnhaus mit Molkerei              | zweigeschossiger Putzbau über Kellersockel, mit Satteldach, zweiachsigem Erker und Giebelgesims, im Kern wohl 18./frühes 19. Jh., Umbauten im Zuge der Nutzung als Molkerei, um 1900; Stallstadel, eingeschossiger Satteldachbau, spätes 19. Jh., Remisenanbau, 1927                  | D-7-73-188-18 | BW                          |
| Obere Dorfstraße 6 (Standort)      | Bauernhaus                         | eingeschossiger Satteldachbau mit Zwerchhaus und Giebelprofilen, 18./19. Jahrhundert. | D-7-73-188-7  | Bauernhaus                  |
| Obere Dorfstraße 7 (Standort)      | Bauernhaus                         | zweigeschossiger, giebelständiger Satteldachbau mit Giebelprofilen, 18./19. Jahrhundert | D-7-73-188-8  | Bauernhaus                  |
| Obere Dorfstraße 11 (Standort)     | Bauernhaus                         | eingeschossiger, giebelständiger Satteldachbau, 18./19. Jahrhundert | D-7-73-188-9  | Bauernhaus                  |
| Wertinger Straße 2 (Standort)      | Katholische Pfarrkirche St. Martin | pilastergegliederter Saalbau mit Stichkappentonne und eingezogenem Chor, im Kern spätgotisch, Chor 1630, Erweiterung durch Matthias Kraus 1724, Turmerhöhung 1830/31; mit Ausstattung; zugehörig im ehemaligen Friedhof Grabmal mit Trauernder, um 1806, und Kriegerdenkmal, um 1920. | D-7-73-188-1  | weitere Bilder              |

### Marzelstetten
| Lage                       | Objekt                            | Beschreibung                                                           | Akten-Nr.     | Bild |
| -------------------------- | --------------------------------- | ---------------------------------------------------------------------- | ------------- | ---- |
| Marzelstetten 7 (Standort) | Katholische Kapelle St. Marzellus | Saalbau mit Flachdecke, 1846, erweitert 1851 und 1874; mit Ausstattung | D-7-73-188-14 | BW   |

### Sontheim
| Lage                    | Objekt                                 | Beschreibung | Akten-Nr.     | Bild           |
| ----------------------- | -------------------------------------- | --- | ------------- | -------------- |
| Kirchplatz 2 (Standort) | Katholische Filialkirche St. Stephanus | einschiffiger Bau mit eingezogenem Chor, Langhaus mit Flachgewölbe, von Ignaz Paulus, 1755; mit Ausstattung | D-7-73-188-15 | weitere Bilder |
| Lerchenberg (Standort)  | Ehemaliges Paraxol-Werk Welden         | Anlage zur Produktion von Sprengstoffvorprodukten der Paraxol GmbH, verborgen im Wald gelegener Komplex aus unregelmäßig angeordneten ein- und mehrgeschossigen Sichtziegelbauten mit gemauerter Attika und Flachdächern, ursprünglich zur Tarnung begrünt, errichtet 1938 bis 1942, 1947 in Teilen gesprengt und um 1966/67 teilweise durch flache Satteldächer ergänzt und verändert, bestehend im Wesentlichen aus: Wachgebäude (16); zwei Kesselhäusern (9 a/b); Wasserturm (24); Produktionshallen (2a/b, 4 a/b/c); zwei Verpackungsanlagen (7, 8); Werksleiterhaus (20); Feuerwehr (19); Gefolgschaftsunterkunft (21); Küchen- und Schlossereigebäude mit Feuerlöschpumpe (22, 23); Labor (27); Umkleide-, Wasch- und Speiseraum (15); Maschinenhäuser (Ruinen, 11 a/b); Filtergebäude (Ruinen, 13a/b/c); Formaldehyd- (3) und Schwefelsäurelager (5a/b/c); Acetylenhäuschen (23a); Verteilerschrank für Strom (50b); Feuerlösch- und Trinkwasserpumpe (mit technischer Ausstattung); Abortgebäude (67a/c); zwei Löschteiche/Wasserentnahmestellen; Übergabeschacht für Chemikalien; Luftschutzbunker (Ruinen, 14 a/b/c); Infrastruktur mit sieben Feuermeldern und fünfzehn Hydranten; Teile der historischen Wegeführung | D-7-73-188-17 | BW             |